# Алиев, Эльдар Гасан оглы
Алиев Эльдар Гасан оглы — актёр и режиссёр театра и кино. Более 10 работ в кино и более 20 режиссёрских театральных постановок.

## Биография
Родился 14 января 1936 года в Баку. Азербайджанец.
Отец — Алиев Гасан Абдулла — оглы, мать Алиева Забият Рустам — кызы
Супруга — Сафарова Тамара Али — кызы, Дети — Алиева Лейла (1959 г.) Алиева Эльдара (1965 г.)
Окончил педагогический институт имени М. Ф. Ахундова факультет русского языка и литературы (1954—1959) и Театральный институт
имени М. А. Алиева, факультет режиссуры (1961—1966).
Работа. 1961 г — организатор художественной самодеятельности в доме культуры «Каспийских моряков»
1963 г. — режиссёр «бюро пропаганды советского кино» на киностудии им. Д. Джаббарлы.
1965 г. — артист Азербайджанского государственного академического театра им. М. Азизбекова (ныне Азербайджанский государственный академический национальный драматический театр им. М. Азизбекова).
1966 1968 гг. — стажировка в Ленинградском драматическом театре им. В. Комисаржевской.
с 1966 г. по 1984 г. — режиссёр Русского драматического театра им. С. Вургуна (ныне Азербайджанский государственный Русский драматический театр им. С. Вургуна).
Режиссёрские постановки в Баку: «Инкогнито», «Амнистия», «Операция на сердце», «Зонтики надо беречь», «Покровские ворота». «Санечка», «Святая Святых», «Дикий Ангел», «Родственники», «Самый последний день» «Фархад и Шерин», «Счастье мое»
сказки: «Зеленый мяч», «Деревянная дорога», «Молла Насреддин», «Терем-теремок», «Утенок и Лисенок», «Никто не поверит»
В Ленинграде во время стажировки: «Четыре близнеца» П. Панчев 1968 г., «10 суток про любовь» (Б. Рацер и В. Константинов 1969 г.,)
оперетта «Такая ночь» (К .Григорьев и М. Лифшиц 1969 год.)

## Фильмография
«Красавицей я не была» («Men ki Gozel Deyildim»), роль инженера Чингиза, «Кура неукротимая» («Deli kur»), роль Рус Ахмеда, «Серебристый фургон», роль Агададаша, «1001 гастроль», роль режиссёра, «Это сладкое слово свобода», роль лейтенанта Курилио и др.
1. 1001-ci qastrol (film, 1974)
2. Dəli Kür (film, 1969)
3. Gümüşü furqon (film, 1982)
4. Qız qalası əfsanəsi (film, 1978)
5. Mən ki gözəl deyildim (film, 1968)
6. Papaq (film, 2007)
7. Sən niyə susursan? (film, 1966)
8. Toral və Zəri (film, 1979)
9. Yenilməz batalyon (film, 1965)